# Tobias Mann

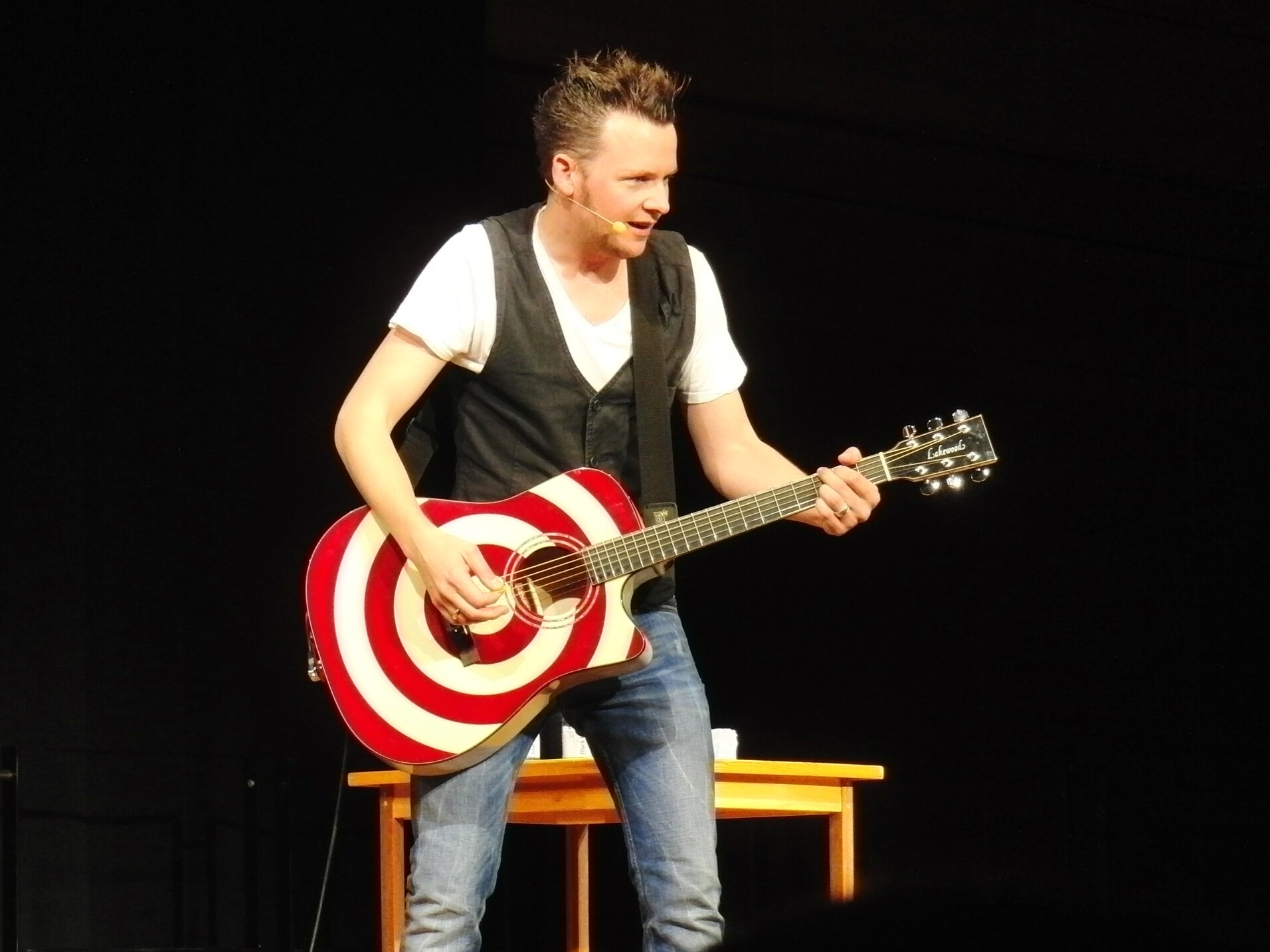
Tobias Mann 2011 in Worms

Tobias Johannes Mann (* 17. August 1976 in Mainz) ist ein deutscher Kabarettist und Musiker.

## Leben

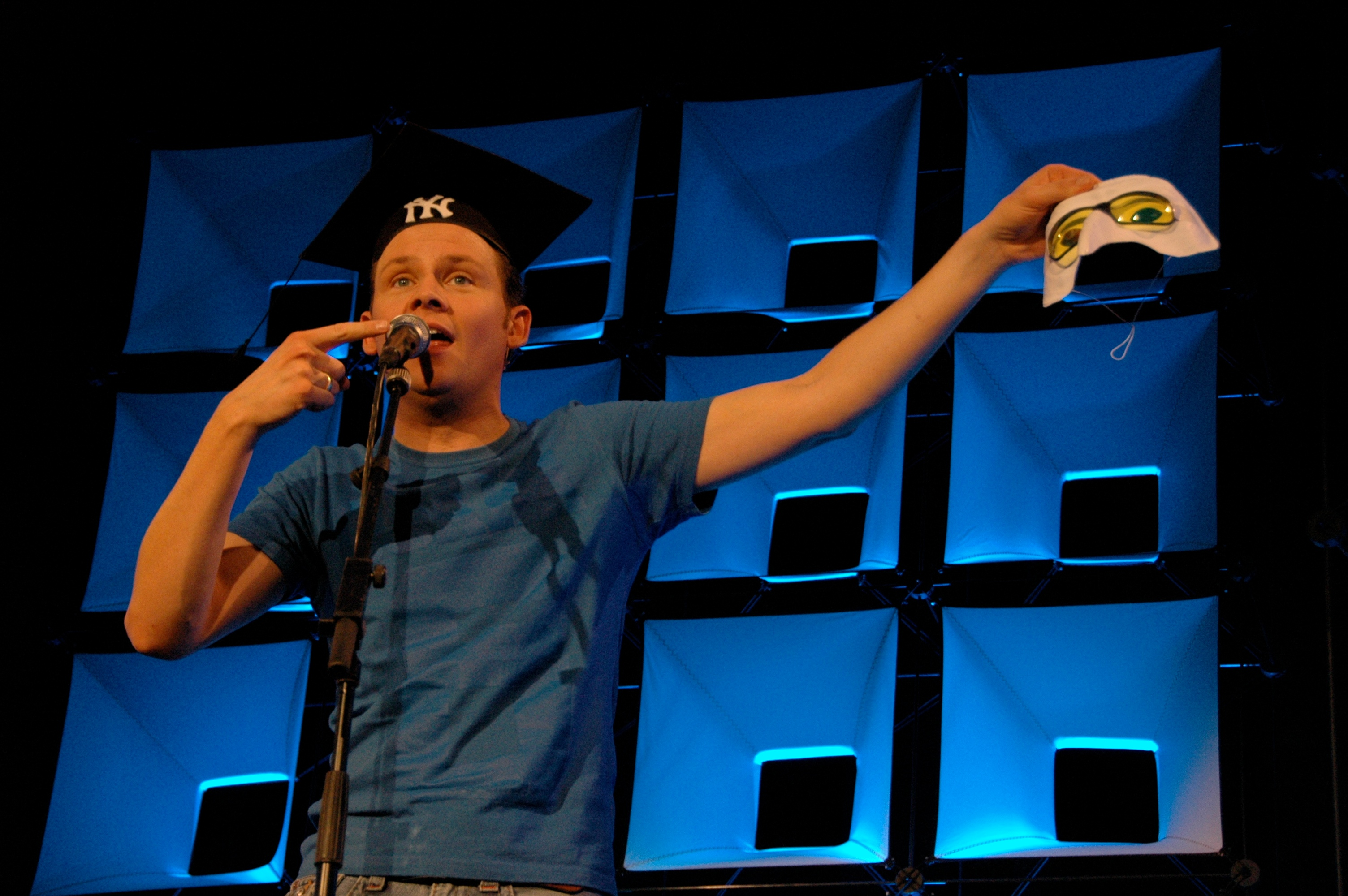
Tobias Mann beim Faust-Rap (2008)

Mann ist in Mainz geboren und aufgewachsen. Vor und neben seinem Künstlerdasein schloss er ein Studium der Wirtschaftswissenschaften an der Johannes Gutenberg-Universität Mainz als Diplom-Kaufmann ab. Nach dem Diplom (Diplomarbeit: Humor in der Werbung) war er wissenschaftlicher Mitarbeiter am dortigen Lehrstuhl für Marketing und BWL von Oliver P. Heil und arbeitete an seiner Doktorarbeit mit dem Titel „Humor als Wettbewerbsvorteil im strategischen Marketing“. Diese beendete er jedoch aufgrund seiner Bühnenkarriere nicht.
Schon als Kind stand er 1989 bei der Määnzer Fassenacht auf der Bühne. Bevor er sich als Kabarettist und Comedian einen Namen machte, wurde er durch seine zahlreichen Fernsehauftritte bei Mainz bleibt Mainz, wie es singt und lacht bekannt; dort trat er erstmals 1997 auf.
Seine ersten drei Kabarett-Programme tragen die Namen „Man(n) sieht sich! Ein Endzwanziger in Wort und Lied.“, „Man(n)tra – Der Sinn des Lebens in zwei Stunden.“ und „Durch den Wind. Und wieder zurück.“ Im September 2013 feierte Mann mit seinem vierten Programm „Verrückt in die Zukunft“ im Mainzer Unterhaus Premiere.
Mann beherrscht die Instrumente Klarinette, Saxophon, Klavier und Gitarre. Auf der Bühne tritt der Mainzer meist mit Gitarre oder Klavier auf, da es sich beim Spielen von Blasinstrumenten, wie er selbst sagt, „so schlecht gleichzeitig singt“. Zudem ist Mann Kopf der Band „Aca & Pella“.
Tobias Mann absolvierte zahlreiche Fernsehauftritte in bedeutenden Kabaretts und Comedysendungen wie „Volker Pispers und Gäste“, „Mitternachtsspitzen“, „Satire Gipfel“, „Nightwash“ oder bei „Neues aus der Anstalt“.
Von Anfang 2010 bis Ende 2011 führte er unter dem Titel „Mann an Bord“ im WDR-Fernsehen durch eine eigene Sendung, in der er junges und auch politisches Kabarett präsentierte. Im gleichen Zeitraum moderierte er die WDR Comedy-Sendung „Fun(k)haus“. 2011 trat er bei Verstehen Sie Spaß? auf.
Seit 2012 moderiert Tobias Mann das WDR5 Radioformat „Kabarettfest“ aus dem Bonner Pantheon-Theater. Im Februar 2013 trat er beim 9. Politischen Aschermittwoch der Kabarettisten in Berlin auf, dessen Aufzeichnung am 20. Februar in der Deutschlandfunk-Sendung „Querköpfe“ ausgestrahlt wurde. Seit Oktober 2013 schreibt Tobias Mann als Kolumnist der Verlagsgruppe Rhein Main die monatliche Kolumne „Mann des Monats“.
Ab September 2015 moderierte er zusammen mit Christoph Sieber die Kabarett-Late-Night-Sendung Mann, Sieber! im ZDF. Im Juli 2020 wurde bekanntgegeben, dass die Sendung im Dezember 2020 nach der 41. Folge eingestellt wird. Im April 2021 startete er mit Ein Mann, ein Wort im ZDF vierzehntäglich seinen satirisch-musikalischen Kommentar.
Seit Februar 2024 hat er den Audiocast "Grundlos gute Laune" mit dem Kabarettisten Philip Simon.
Nach Angaben auf seiner Homepage lebt er „mit Frau und Kind“ in Mainz.

## TV (Mann mit Kabarett-Präsentation)
- ARD: Satire Gipfel, Verstehen Sie Spaß?
- ZDF: WISO, Rubrik WISO Comedian; Neues aus der Anstalt; Die Anstalt; Mann, Sieber!
- Eins Festival: Nightwash
- 3sat: Volker Pispers und Gäste
- 3sat Festival: Tobias Mann: Man(n)tra – Der Sinn des Lebens in 45 Minuten
- BR Fernsehen: Ottis Schlachthof, schlachthof (Fernsehsendung), SchleichFernsehen
- NDR: Aktuelle Schaubude; DAS!; Pension Schmitt
- SWR: Kaffee oder Tee; Spass aus Mainz; Hereinspaziert!; Spätschicht – Die Comedy Bühne
- WDR: Fun(k)haus; Mitternachtsspitzen; Stratmanns; Mann an Bord, Moderation des Prix Pantheon
- Pro7: Quatsch Comedy Club, TV Total
- RTL: Cindy und die jungen Wilden
- RTL II: FunClub
- 2023: ZDF Comedy Sommer, Folge 3[11]
- 2025: Watzmann ermittelt (Fernsehserie, Folge Schnee von gestern), Nebenrolle als Kabarettist Bast Moor

## Veröffentlichungen

### Bühnenprogramme
- 2005: „Man(n) sieht sich – Ein Endzwanziger in Wort und Lied“
- 2008: „Man(n)tra – Der Sinn des Lebens in zwei Stunden“
- 2010: „Durch den Wind. Und wieder zurück.“
- 2013: „Verrückt in die Zukunft“
- 2016: „Jubiläumsprogramm“
- 2018: „Chaos“
- 2021: „Mann gegen Mann“[12]

### CD
- 2011: „Durch den Wind. Und wieder zurück“
- 2024: „Mann gegen Mann“, WortArt, ISBN 978-3-83716-882-2.

### DVD
- 2009: „Man(n) sieht sich!“ Ein Endzwanziger in Wort und Lied

### Buch
- Tobias Mann: Hilfe, die Googles kommen!: Mein Leben als Digital Dummy. Ullstein Taschenbuch, Berlin 2013, ISBN 978-3-548-37453-6.

## Auszeichnungen
- 2006: Kabarett Kaktus

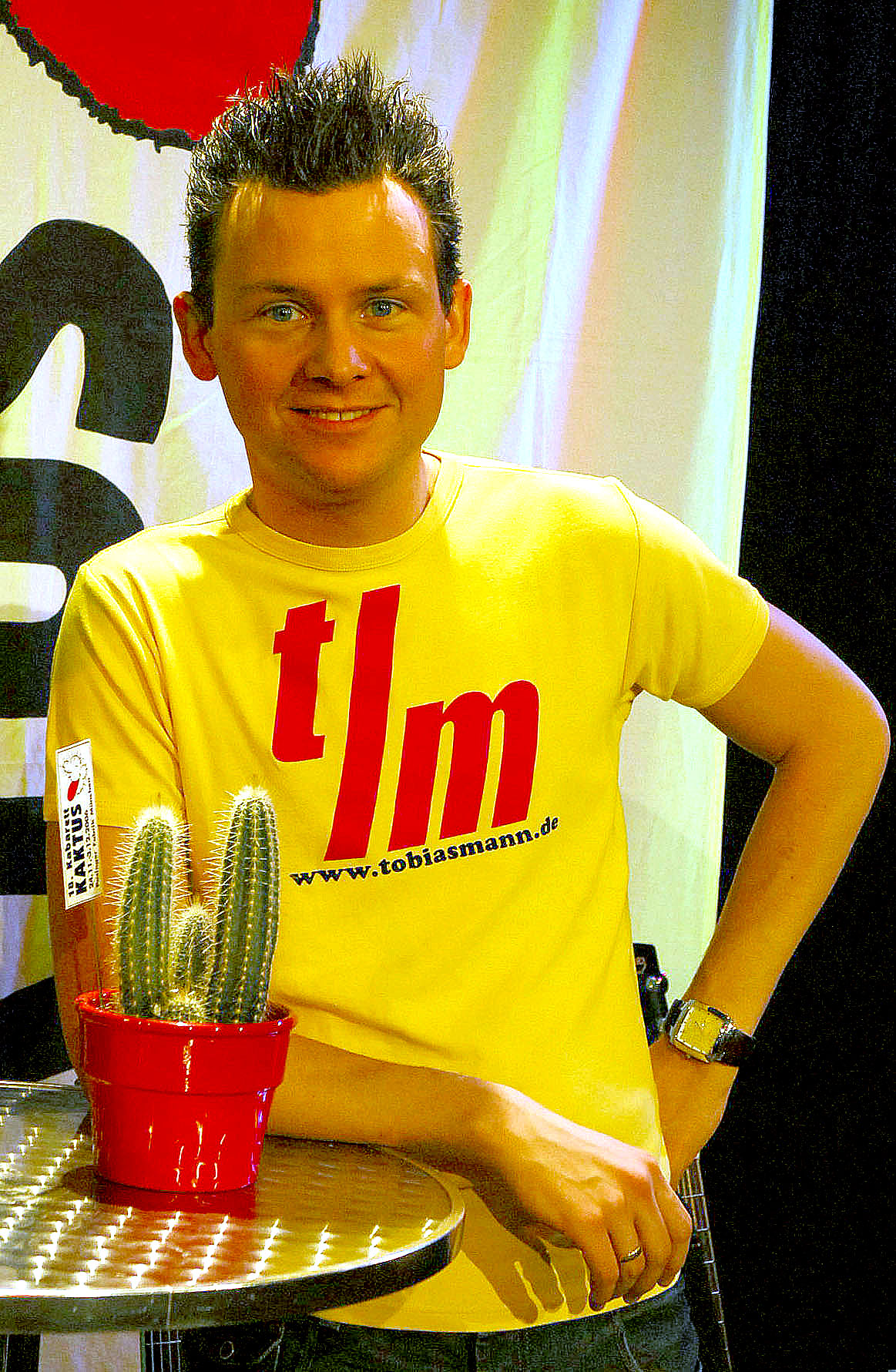
Tobias Mann, Sieger beim Kabarett Kaktus 2006

- 2006: Constantin Comedy Preis 2006/2007, Comedy MASTER Slam, 1. Platz
- 2007: Förderpreis „Goldene Weißwurscht 2007“, München, 1. Platz
- 2007: Das große Kleinkunstfestival, Publikumspreis
- 2008: Prix Pantheon, Publikumspreis
- 2008: Hamburger Comedy Pokal, 1. Platz
- 2008: Deutscher Kleinkunstpreis, Förderpreis der Stadt Mainz
- 2008: Zeck-Kabarettpreis – Newcomerpreis Fresh Zeck
- 2009: Memminger Maul
- 2013: Leipziger Löwenzahn
- 2014: sPezialist bei Desimo’s Spezial Club Hannover
- 2014: Salzburger Stier
- 2014: Bayerischer Kabarettpreis – Sparte Musik
- 2017: Deutscher Kleinkunstpreis, Sparte Kabarett
- 2017: Reeser Rasierer in Gold[13]